# Лоретта Світ
Лоретта Світ (англ. Loretta Swit; 4 листопада 1937 — 30 травня 2025) — американська характерна актриса театру та кіно. Найбільш відома за роль майора Маргарет «Гарячі губки» Халіган у серіалі Польовий шпиталь, яка принесла їй дві Еммі.

## Життєпис
Лоретта Світ народилася 1937 року в Пассейку (штат Нью-Джерсі) і має польське походження. Там же 1955 року закінчила середню школу Pope Pius XII. Навчалася на Мангеттені у Джина Франкеля, якого вважає своїм учителем досі. Протягом усієї кар'єри Світ регулярно повертається до його студії, щоб поспілкуватися з акторами-початківцями. Перед вступом до театру закінчила Американську академію драматичного мистецтва як співачка.

## Театр
У 1967 році Світ гастролювала у складі з національної трупи Щосереди, до яких входив Гарднер МакКей. Потім у Лос-Анджелесі виконувала роль однієї з сестер Pigeon разом з Доном Ріклесом та Ернестом Боргнайном у Дивній парочці.
У 1975 році заграла на Бродвеї в Цей же час, наступного року з Тедом Бесселем і Таємниці Едвіна Друда. Потім була роль у мюзиклі Мейм у Лас-Вегасі разом зі Сьюзен Гейворд, а пізніше, Селестою Голмом.
Світ також гастролювала з п'єсою Монологи вагіни. Восени 2003 року зіграла головну роль у Мейм в Театрі Північної Кароліни.

## Телебачення
Світ приїхала до Голлівуду в 1970 році і виступала в телевізійних шоу, у тому числі «Димок зі ствола», «Місія нездійсненна», Hawaii Five-O та Mannix.

### M*A*S*H
11 років, з 1972 по 1983 рік, виконувала роль майора Маргарет «Гарячі губки» Халіган у знаменитому телесеріалі Польовий шпиталь. Успадкувала цю роль від кінозірки Саллі Келлерман, яка зіграла Гарячі губки в однойменному фільмі 1970 року.
Світ та Алан Алда були єдиними акторами, які знялися в пілотній серії та брали участь у серіалі протягом 11 років. Двічі була нагороджена Еммі за свою роль. Стала першою зіркою Польового шпиталя, яка відвідала Південну Корею, де виступила в ролі закадрового оповідача в документальному фільмі Корея, забута війна.

### Кегні та Лейсі
У 1981 році зіграла Кегні у пілотній серії Кегні та Лейсі, але, пов'язана договірними зобов'язаннями, не змогла продовжити участь у ньому.

### Інші роботи на телебаченні
- Світ була запрошеною зіркою (guest star) у таких телешоу, як Love Boat, Match Game, Pyramid та Hollywood Squares.
- Також брала участь у різдвяних програмах, серед яких телеверсія The Best Christmas Pageant та A Christmas Calendar (TV special)[en] (1987)[9].
- 10 жовтня 2008 року Лоретта виступила на GSN Live[en].

## Вибрана фільмографія

### Кінофільми
| Рік       |   | Українська назва                       | Оригінальна назва                       | Роль                                              |
| --------- | - | -------------------------------------- | --------------------------------------- | ------------------------------------------------- |
| 1972      | ф | «Чекайте на продовження»               | «Stand Up and Be Counted»»              | Хіларі МакБрайд                                   |
| 1972—1983 | с | «Польовий шпиталь»                     | «M*A*S*H»                               | Майор Маргарет "Гарячі Губи" Хуліган (251 епізод) |
| 1974      | ф | «Фрібі та Бін»                         | «Freebie and the Bean»                  | дружина Реда Мілдрейд Майєрс (Mildred Meyers)     |
| 1975      | ф | «Гонки з дияволом»                     | «Race with the Devil»                   | Еліс                                              |
| 1981      | ф | «S.O.B.»                               | «S.O.B.»                                | Поллі Рід, репортер світської хроніки             |
| 1985      | ф | «Пиво»                                 | «Beer»                                  | Бі. Ді. Такер                                     |
| 1986      | ф | «Мрії про золото: Історія Мела Фішера» | «Dreams of Gold: The Mel Fisher Story!» | Део Фішер (Deo Fisher)                            |
| 1986      | ф | «Упс... Апокаліпсис!»                  | «Whoops Apocalypse!»                    | Барбара Адамс, перша жінка-президент              |
| 1991      | ф | «У пеклі немає люті»                   | Hell Hath No Fury                       | Конні Стюарт (Connie Stewart)                     |
| 1992      | ф | «Убивця серед друзів»                  | A Killer Among Friends                  | Детектив Патріція Стейлі (Patricia Staley)        |
| 1996      | ф | «Лісовий воїн»                         | Forest Warrior                          | Ширлі                                             |
| 1998      | ф | «Пляжне кіно»                          | «Beach Movie» («Board Heads»)           | Місіс Джонс                                       |
| 1998—2004 | с | «Голлівудські площі»                   | «The Hollywood Squares»                 | епізод                                            |

### Телефільми
| Рік       |   | Українська назва                        | Оригінальна назва                 | Роль                         |
| --------- | - | --------------------------------------- | --------------------------------- | ---------------------------- |
| 1970      | с | «Місія нездійсненна»                    | «Mission: Impossible»             | Мідж Ларсон                  |
| 1970      | с | «Меннікс»                               | «Mannix»                          | Дороті Гаркер / Джилл Пакард |
| 1970      | с | «Димок зі ствола»                       | «Gunsmoke»                        | Белль Кларк / Донна          |
| 1972—1983 | с | «Польовий шпиталь»                      | «M*A*S*H»                         |                              |
| 1983      | ф | «Найкращий різдвяний вертеп усіх часів» | «The Best Christmas Pageant Ever» | Грейс Бредлі                 |

## Особисте життя
У 1983 році Світ одружилася з актором Деннісом Голаганом, з яким розлучилася в 1995 році. Більше Світ не одружувалася та не має дітей.
Вегетаріанка та активна захисниця прав тварин присвячує цьому значну частину свого часу.
Авторка книги A Needlepoint Scrapbook. У цій книзі про вишивку, видану в 1986 році, розповідає про способи читання схем вишивок, демонструє основні шви та пропонує різноманітні зразки, зокрема, вишивку в стилі гри Ms. Pac-Man. Лоретта пише: «Ми вдома фанатіємо від відеогри Ms. Pac-Man». Лоретта також має ігровий автомат Ms. Pac-Man.

## Нагороди та почесні звання
- У 1991 році була удостоєна Sarah Siddons Award[en] за свою роботу в Chicago Theatre[en].
- У 1989 році удостоєна зірки на Голлівудській «Алеї слави».